# Исмаел Урзаиз
Исмаел Урзаиз Аранда (шп. Ismael Urzaiz Aranda; Тудела, 7. октобар 1971) је бивши шпански фудбалер. Играо је на позицији нападача.

## Успеси
Шпанија до 16
- Европско првенство до 16 година (1) :  1988.[5]

Појединачни
- Сребрна копачка Светског првенства до 20 година: 1991.[6]